# Gabriel Caballero
Gabriel Esteban Caballero Schiker (Rosario, 1971. február 5. – ) mexikói válogatott labdarúgó és edző. 

## Pályafutása

### Klubcsapatban
Rosarióban született Argentínában. Pályafutását 1989-ben kezdte a Central Córdoba csapatában, ahol öt évet töltött. 1994 és 1995 között a chilei Antofagasta játékosa volt. 1995-ben Mexikóba szerződött a Santos Lagunához, ahol három évig játszott. 1998 és 2002 között a Pachuca labdarúgója volt. Később szerepelt még az Atlas (2002–03), a CF Pachuca (2003–04) és a Puebla (2004–05) csapatában. 2005 és 2009 között a Pachucát erősítette, melynek színeiben összesen öt bajnoki címet szerzett és két alkalommal (2007, 2008) megnyerte a CONCACAF-bajnokok ligáját. 

### A válogatottban
2001 és 2002 között 8 alkalommal szerepelt az mexikói válogatottban. Részt vett a 2002-es világbajnokságon.

## Sikerei, díjai
Santos Laguna
- Mexikói bajnok (1): Invierno 1996

Pachuca
- Mexikói bajnok (5):  Invierno 1999, Invierno 2001, Apertura 2003, Clausura 2006, Clausura 2007
- CONCACAF-bajnokok kupája győztes (2): 2007, 2008
- Copa Sudamericana győztes (1): 2006
- Észak-amerikai szuperliga győztes (1): 2007

Egyéni
- A chilei bajnokság gólkirálya (1): 1995
- A mexikói bajnokság gólkirálya (1): Verano 1997 (megosztva)